# Filino de Agrigento
Filino de Agrigento fue un historiador griego que vivió durante la primera guerra púnica, y escribió sus crónicas desde un punto de vista pro-púnico.  Sus escritos fueron utilizados como fuente por Polibio de Megalópolis para describir la guerra. Aunque Polibio utiliza sus escritos, también le acusa de ser inconsistente y tendencioso. Filino mantiene que la intervención romana en Sicilia al inicio de la primera guerra púnica violaba los términos del tratado entre Roma y Cartago, el cual reconocía la soberanía romana de la Península itálica y el dominio cartaginés de la isla de Sicilia.